# Sân vận động Suheim bin Hamad
Sân vận động Suheim bin Hamad (tiếng Ả Rập: ملعب سحيم بن حمد), còn được gọi là Sân vận động Qatar SC, là một sân vận động đa năng ở Doha, Qatar. Sân hiện được sử dụng chủ yếu cho các trận đấu bóng đá. Đây là sân nhà của câu lạc bộ bóng đá Qatar SC. Sân vận động có sức chứa 15.000 người. Sân vận động này đã tổ chức một số trận đấu của Cúp bóng đá châu Á 2011.